# Człowiek na linie
Człowiek na linie (ang. Man on Wire) – amerykańsko-brytyjski film dokumentalny z 2008 roku w reżyserii Jamesa Marsha. Film opowiada historię francuskiego linoskoczka Philippe'a Petita, który w 1974 przeszedł po linie między wieżami World Trade Center w Nowym Jorku.
Obraz, w którym występują uczestnicy i świadkowie tego wydarzenia, został nagrodzony Oscarem dla najlepszego pełnometrażowego filmu dokumentalnego.

## Twórcy
- James Marsh - reżyseria
- Simon Chinn - produkcja
- Sharon Lomofsky - scenografia
- Kathryn Nixon - kostiumy
- Jinx Godfrey - montaż
- Nikia Nelson - dekoracja wnętrz
- Igor Martinovic - zdjęcia
- Joshua Ralph - muzyka